# Tarpan

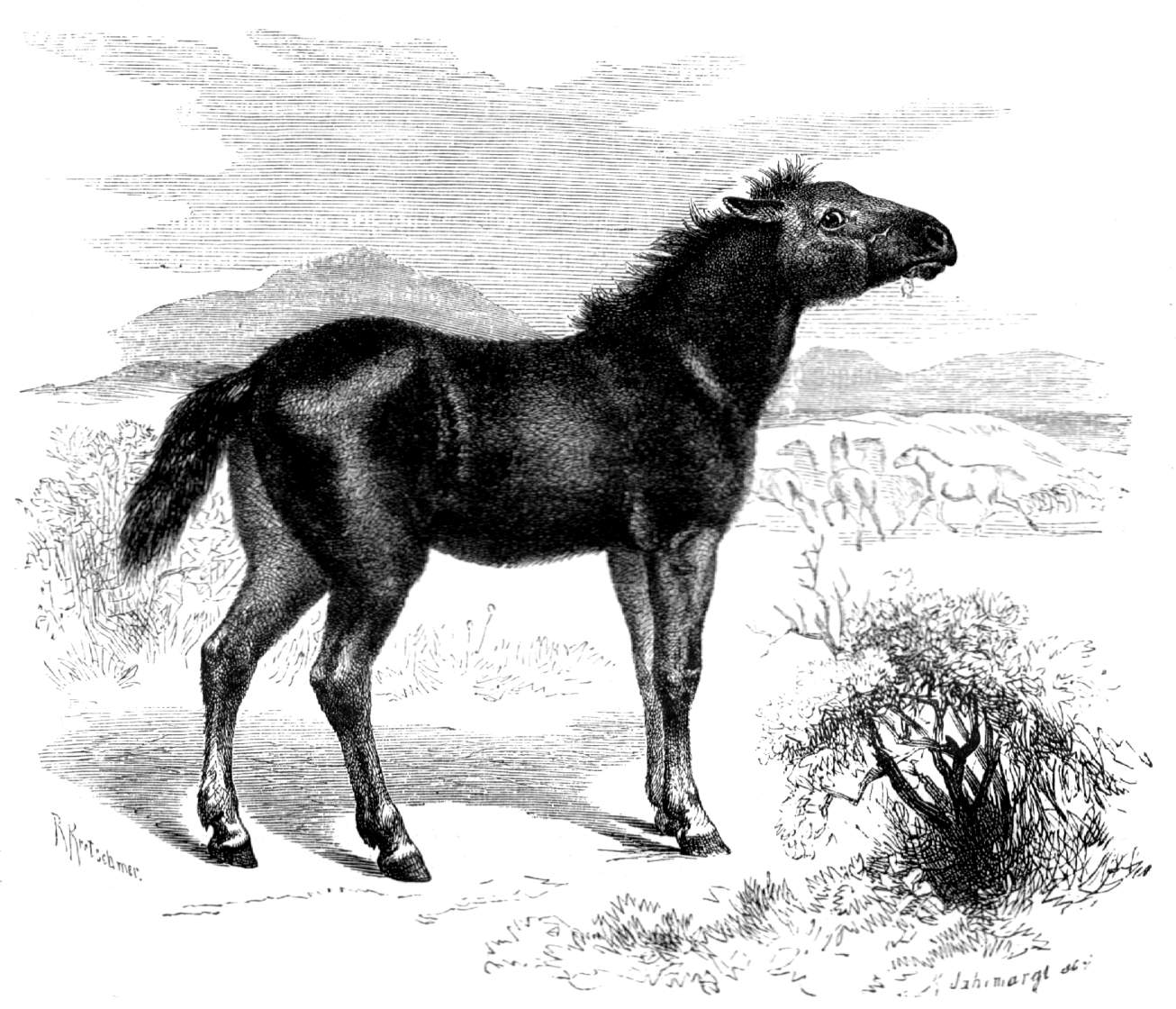
Tarpanul de stepă

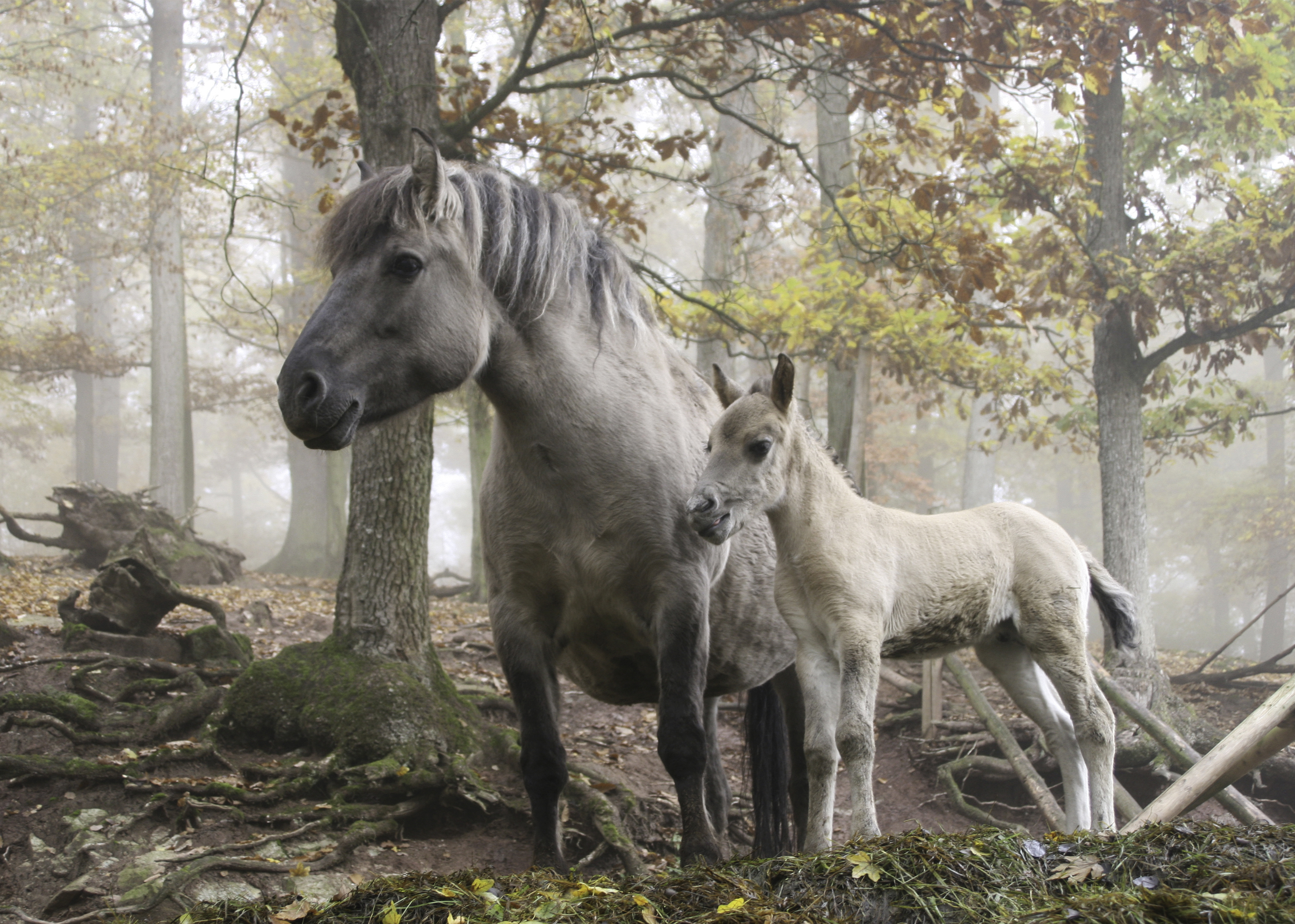
Tarpani în Erlebnispark Tripsdrill, în apropiere de Cleebronn, Germania.

Tarpanul (Equus ferus ferus) era o subspecie sălbatică de cai, care, până la sfârșitul secolului al XIX-lea, era răspândită în stepele din jurul Mării Negre. Tarpanul de stepă are denumirea științifică Equus ferus gmelini, iar varietatea de pădure Equus ferus sylvaticus. Cuvântul "tarpan" este de origine turcică (după unii kirghiză sau kazahă) însemnând "cal".
O varietate a tarpanului este calul Przewalski (Equus ferus przewalskii), supranumit calul sălbatic străvechi sau calul Tahi (Takhi), cu răspândire la est de Urali.
Din tarpan descind unele rase ușoare de cai, arab, ahaltechin, calul moldovenesc ș.a.
Înainte de dispariția tarpanului din habitat, au putut fi menținute exemplare în grădini zoologice. Astfel, specialiștii reușit să susțină reînmulțirea acestei varietăți cabaline și să lase herghelii de tarpani în Mongolia și China.